# 1900 dans le catholicisme
Chronologie du catholicisme
- 1896
- 1897
- 1898
- 1899
- 1900
- 1901
- 1902
- 1903
- 1904

Cet article présente les faits marquants de l'année 1900 dans le catholicisme.

## Évènements
- 1900 est une Année Sainte
- 29 mars : Consécration de la basilique Saint-Augustin d'Hippone (Algérie).
- 4 mai : À Paris, inauguration de la Chapelle Notre-Dame-de-Consolation honorant les victimes de l'incendie du Bazar de la Charité.

## Naissances
- 6 janvier : Marcellin Fillère, prêtre mariste français, impliqué dans les mouvements de jeunesse catholiques († 10 août 1949)
- 16 janvier : Charles Lemaire, prélat et missionnaire français en Chine, supérieur général des Missions étrangères de Paris († 22 avril 1995)
- 20 janvier : 
  - Bernard Ferrand, prêtre et résistant français mort en déportation († 2 septembre 1944)
  - Antonio Lorenzo Uribe Uribe, prêtre jésuite, botaniste et zoologiste colombien († 8 décembre 1980)
- 21 janvier : Fernando Quiroga y Palacios, cardinal espagnol, archevêque de Saint-Jacques de Compostelle († 7 décembre 1971)
- 29 janvier : 
  - Jacques de Jésus, prêtre et résistant français mort en déportation, Juste parmi les nations, serviteur de Dieu († 2 juin 1945)
  - Jean Rodhain, prêtre français, aumônier des prisonniers de guerre et secrétaire général du Secours catholique († 1er février 1977)
- 9 février : Eliseu Maria Coroli, prélat et missionnaire italien, prélat de Guamá († 29 juillet 1982)
- 13 mars : José Clemente Mauer, cardinal germano-bolivien, archevêque de Sucre († 27 juin 1990)
- 21 mars : Michel Olphe-Galliard, prêtre jésuite, théologien, enseignant et auteur français († 25 janvier 1985)
- 26 mars : Giovanni Urbani, cardinal italien, patriarche de Venise († 17 septembre 1969)
- 16 avril : Saint Toribio Romo González, prêtre et martyr mexicain († 25 février 1928)
- 17 avril : Bienheureux Jesús Hita, religieux marianiste et martyr espagnol († 25 septembre 1936)
- 13 mai : Pierre Chaillet, prêtre, résistant, théologien et enseignant français († 27 avril 1972)
- 18 mai : Martin John O'Connor (en), prélat américain, diplomate du Saint-Siège et archevêque titulaire de Thespiae (de) († 1er décembre 1986)
- 26 mai : Bienheureux Richard Henkes, prêtre, opposant au nazisme et martyr allemand († 22 février 1945)
- 9 juin : Maurice Lelong, prêtre dominicain et écrivain français, connu pour ses prédications radiophoniques († 7 septembre 1981)
- 5 juillet : Bernardus Johannes Alfrink, cardinal néerlandais, archevêque d'Utrecht († 17 décembre 1987)
- 19 juillet : Amand Hubert, prélat et missionnaire français, vicaire apostolique d'Héliopolis et évêque titulaire de Saïs (de) († 21 juillet 1980)
- 2 août : Jacques de Balduina, prêtre capucin et vénérable italien († 21 juillet 1948)
- 7 septembre : Émile Dehon, prêtre, missionnaire et résistant français, compagnon de la Libération († 5 février 1995)
- 8 septembre : Bienheureux Mario Ciceri, prêtre italien († 4 avril 1945)
- 26 septembre : Léon Messmer, prélat et missionnaire français, évêque d'Ambanja († 10 février 1987)
- 30 septembre : Jérôme Besnard, prêtre et résistant français († 4 avril 1968)
- 9 octobre : Victor-Alain Berto, prêtre traditionaliste, théologien et fondateur français († 17 décembre 1968)
- 15 octobre : Frédéric-Marie Bergounioux, prêtre, paléontologue, géologue et théologien français († 12 mars 1983)
- 19 octobre : Bienheureux Georg Häfner, prêtre, opposant au nazisme et martyr allemand († 20 août 1942)
- 23 octobre : Valerian Gracias, cardinal indien, archevêque de Bombay († 11 septembre 1978)
- 28 octobre : Noël Carlotti, prêtre et résistant français († 16 janvier 1966)
- 30 octobre : Umberto Terenzi, prêtre, fondateur et serviteur de Dieu italien († 3 janvier 1974)
- 1er novembre : Wilfrid Morin, prêtre, écrivain et militant indépendantiste québécois († 30 mai 1941)
- 16 novembre : Bienheureux Eugène Bossilkov, évêque passioniste et martyr bulgare († 11 novembre 1952)
- 19 décembre : Gabriel Roschini, prêtre, enseignant et théologien italien († 12 septembre 1977)
- 25 décembre : Noël Boucheix, prélat et missionnaire français, évêque de Porto-Novo († 7 mai 1985)
- 26 décembre : Henri Pistre, prêtre et joueur de rugby français, surnommé le "pape du rugby" († 27 janvier 1981)
- 29 décembre : Roger Derry, prêtre et résistant français exécuté († 15 octobre 1943)

## Décès
- 14 janvier : Luigi Trombetta, cardinal italien de la Curie (° 3 février 1820)
- 28 janvier : Caroline Lenferna de Laresle, religieuse mauricienne, fondatrice des Sœurs de la charité de Notre Dame du Bon et Perpétuel Secours (° 20 mars 1824)
- 1er février : Domenico Maria Jacobini, cardinal italien de la Curie (° 3 septembre 1837)
- 3 février : Bienheureuse Marie Hélène Stollenwerk, religieuse allemande, fondatrice des Sœurs missionnaires servantes du Saint-Esprit (° 28 novembre 1852)
- 23 février : Bienheureuse Raphaëlle Ybarra de Vilallonga, militante catholique, épouse et mère de famille espagnole, fondatrice des Sœurs des Saints Anges gardiens (° 16 janvier 1843)
- 25 février : Benjamin Pâquet, prêtre, théologien et enseignant canadien (° 27 mars 1832)
- 12 mars : Luigi di Canossa, cardinal italien, évêque de Vérone (° 20 avril 1809)
- 22 mars : Franz Adolf Namszanowski, évêque militaire catholique prussien et évêque titulaire d'Agathopolis (de) (° 12 août 1820)
- 26 mars : Camillo Mazzella, cardinal italien de la Curie (° 10 février 1833)
- 8 avril : Henri-Louis Duclos, prêtre et historien français (° 29 décembre 1815)
- 5 mai : Johann Evangelist Haller, cardinal autrichien, archevêque de Salzbourg (° 30 avril 1825)
- 6 mai : 
  - Bienheureuse Anne-Rose Gattorno, religieuse italienne, fondatrice des Filles de Sainte Anne (° 14 octobre 1931)
  - Auguste Onclair, prêtre jésuite, spécialiste des questions sociales et traducteur belge (° 4 septembre 1822)
- 31 mai : Eugène Maricourt, prêtre et enseignant français (° 13 juillet 1824)
- 13 juin : Joachim-Pierre Buléon, prélat et missionnaire français, vicaire apostolique de Sénégambie et évêque titulaire de Chariopolis (de) (° 6 mars 1862)
- 19 juin : 
  - Saint Modeste Andlauer, prêtre jésuite, missionnaire et martyr français en Chine (° 22 mai 1847)
  - Saint Rémy Isoré, prêtre jésuite, missionnaire et martyr français en Chine (° 22 janvier 1852)
- 2 juillet : Laurent Guillon, prélat et missionnaire français, vicaire apostolique de Mandchourie méridionale et évêque titulaire d'Euménie (de), assassiné (° 8 novembre 1854)
- 4 juillet : Saint Céside Giacomantonio, prêtre franciscain, missionnaire et martyr en Chine (° 30 août 1873)
- 7 juillet : 
  - Saint Antonin Fantosati, prêtre franciscain, missionnaire et martyr italien en Chine (° 16 octobre 1842)
  - Saint Joseph Marie Gambaro, prêtre franciscain, missionnaire et martyr italien en Chine (° 7 août 1869)
- 9 juillet : 
  - Saint Théodoric Balat, prêtre franciscain, missionnaire et martyr français en Chine (° 23 octobre 1858)
  - Saint André Bauer, prêtre franciscain, missionnaire et martyr français en Chine (° 24 novembre 1866)
  - Saint Élie Facchini, prêtre franciscain, missionnaire et martyr italien en Chine (° 2 juillet 1839)
  - Saint François Fogolla, prélat italien, vicaire apostolique coadjuteur du Chan-Si septentrional et évêque titulaire de Bagis (de), missionnaire et martyr en Chine (° 4 octobre 1839)
  - Sainte Marie de la Paix Giuliani, religieuse franciscaine, missionnaire et martyre en Chine (° 13 décembre 1875)
  - Saint Grégoire Grassi, prélat franciscain et missionnaire italien, vicaire apostolique du Chan-Si septentrional et évêque titulaire d'Orthosias-en-Phénicie (de), martyr (° 13 décembre 1833)
  - Sainte Marie de Sainte-Nathalie Guerguin, religieuse franciscaine, missionnaire et martyre française en Chine (° 5 mai 1864)
  - Sainte Marie-Hermine de Jésus, religieuse franciscaine, missionnaire et martyre française en Chine (° 28 avril 1866)
  - Sainte Marie-Adolphine, religieuse franciscaine, missionnaire et martyre néerlandaise en Chine (° 3 mars 1866)
  - Sainte Marie Claire Nanetti, religieuse, missionnaire et martyre italienne en Chine (° 9 janvier 1872)
  - Sainte Marie de Saint-Just, religieuse franciscaine, missionnaire et martyre française en Chine (° 9 avril 1866)
  - Sainte Marie-Amandine de Schakkebroek, religieuse missionnaire belge, martyre en Chine (° 28 décembre 1872)
- 11 juillet : Édouard Agnius, prêtre et missionnaire français, martyr en Chine (° 27 septembre 1874)
- 20 juillet : 
  - Saint Paul Denn, prêtre jésuite, missionnaire et martyr français en Chine (° 1er avril 1847)
  - Saint Léon-Ignace Mangin, prêtre jésuite, missionnaire et martyr français en Chine (° 30 juillet 1857)
- 21 juillet : Saint Albéric Crescitelli, prêtre, missionnaire et martyr italien en Chine (° 30 juin 1863)
- 23 juillet : Ferdinand Hamer, prélat et missionnaire néerlandais, vicaire apostolique de Mongolie du Sud-Ouest et évêque titulaire de Trémitonte (de), martyr (° 21 août 1840)
- 24 juillet : Jean-Louis Mando, prélat français, évêque d'Angoulême (° 22 septembre 1850)
- 28 juillet : 
  - Sainte Marie Zhao Guo, Rose et Marie Zhao, laïque catholique chinoise, martyre (° vers 1840)
  - Sainte Rose Zhao, laïque catholique chinoise, martyre (° vers 1878)
  - Sainte Marie Zhao, laïque catholique chinoise, martyre (° vers 1883)
- 29 juillet : Gustave Allègre, prêtre, juriste et théologien français (° 12 février 1840)
- 21 août : Hélène de Jaurias, religieuse, missionnaire française assassinée en Chine (° 1er mai 1824)
- 9 septembre : Xavier Gouthe-Soulard, prélat français, archevêque d'Aix-en-Provence (° 2 septembre 1819)
- 25 septembre : Louis Testory, prêtre et aumônier militaire français (° 14 mai 1822)
- 26 septembre : François-Narcisse Baptifolier, prélat français, évêque de Mende (° 19 décembre 1819)
- 1er octobre : Bienheureux Louis-Marie Monti, prêtre italien, fondateur des Fils de l'Immaculée Conception (° 24 juillet 1825)
- 10 novembre : Armand David, prêtre lazariste, zoologiste, botaniste et missionnaire français en Chine (° 7 septembre 1826)
- 19 novembre : Louis Robert, prélat français, évêque de Marseille (° 22 mars 1819)
- 6 décembre : 
  - François Arbellot, prêtre, écrivain, historien et archéologue français (° 21 décembre 1816)
  - Jean-Marie Guilloux, prêtre et écrivain breton (° 25 novembre 1848)
- 30 décembre : Bienheureuse Eugénie Ravasco], religieuse italienne des Filles des Sacrés Cœurs de Jésus et de Marie (° 4 janvier 1845)
- Date précise inconnue : Louis Gaillard, prêtre jésuite, sinologue et missionnaire français en Chine (° vers 1850)